# Hajnówka
Hajnówka este un oraș în Polonia.